# The Gypsy's Curse
The Gypsy's Curse è un cortometraggio muto del 1914 diretto da W.P. Kellino.

## Trama
La maledizione di una zingara porta sfortuna a un giocatore d'azzardo.

## Produzione
Il film fu prodotto dalla Vaudefilms.

## Distribuzione
Distribuito dall'A & C, il film - un cortometraggio di 126 metri - uscì nelle sale cinematografiche britanniche nel settembre 1914.